# 尼日利亚历史
在今尼日利亚的各个地区拥着许多古代王国。19世纪后期开始沦为英国殖民地。1960年尼日利亚获得独立。

## 早期历史
根據考古發現，九千年前奈及利亞已經有人類活動。历史上，约鲁巴人曾经在尼日尔河西岸占主导。与他们最近的语族是伊加拉人（Igala）。他们居住在贝努埃河的尼日尔边对面。从这个可以认为自2000年前他们被分开。

## 铁器时代
在尼日利亚东南部的恩苏卡地区（即现在的伊博兰地区）发现了含有炼铁炉和矿渣的考古遗址：莱贾遗址的年代可追溯到公元前2000年，奥皮遗址的年代可追溯到公元前750年。冶铁技术可能在公元前9世纪至公元前550年之间的诺克文化中独立发展起来。

## 1500年前早期城邦
8世纪，乍得湖畔的札加瓦人建立加奈姆-博尔努帝国。

### 伊博城邦
由尼日王国建立的伊博文化大约从9世纪开始。尼日城被认为是伊博文化的根据地。伊博神话的起源地-尼日和阿古勒日是尤美利部落的领土。考古证据显示伊博兰的尼日霸权最远可以追溯到9世纪。在约1400年至1600年，尼日王国开始衰落。

### 加涅姆-博尔努帝国

加涅姆-博尔努帝国最大疆域图

加涅姆于13世纪成为乍得湖盆地的一个帝国。加涅姆的迈（国王）及其宫廷于11世纪皈依伊斯兰教。14世纪下半叶，加涅姆的内战导致博尔努独立。塞法瓦人迁往博尔努。麦·阿里·加吉（1470年—1508年在位）在那里建立了首都。
在尼日利亚北部，据有记载的历史，卡诺市和卡齐纳可以追溯到约999年。11世纪，一些豪萨城邦已经进入相当的文明阶段。14世纪—16世纪，桑海帝国统治着今尼日利亚地区。15世纪中期，在今贝宁城建立贝宁王国。1472年，受到葡萄牙的侵略。后荷兰、法国、英国等国殖民者相继侵入，贩卖奴隶。

## 殖民時期
1640年—1902年，尼日利亚东南部存在阿罗邦联。
19世纪，富拉尼人建立了中央集权化的富拉尼帝国，直到1903年瓦解。
在拿破仑战争期间，英国扩大了在今尼日利亚的贸易活动。1861年英国在拉各斯建立据点后，不断向内陆扩张。1885年，英国宣称占有西非的海岸得到了国际认可。1900年，南、北尼日尼亚均沦为英国“保护国”。1914年合并成为英国殖民地“尼日利亚殖民地和保护国”。

## 獨立以後
1947年，英国批准其宪法，联邦政府成立。1954年，取得内部自治权。1960年10月1日，宣佈獨立，但仍是英联邦成员国。1963年10月1日，改为尼日利亚联邦共和国。1961年10月15日，一群军人发动政变。其后尼日利亚军事政变多次发生，军人长期掌权。1967年5月30日，伊博族人奥朱古宣布退出尼日利亚联邦，成立比夫拉共和国；同年7月，以戈翁为首的联邦政府出兵镇压，内战爆发；至1970年1月，比夫拉军队战败。
1998年6月8日，军政府首脑阿巴查猝死，接任者阿布巴卡尔决定交权给民选政府。1999年2月的总统选举中，奥卢塞贡·奥巴桑乔当选。2007年4月21日，举行总统和国民议会选举。奥马鲁·亚拉杜瓦当选总统。2010年5月5日奧馬魯·亞拉杜瓦病逝，副總統古德勒克·喬納森继任總統。2011年4月16日，古德勒克·喬納森在總統選舉中獲勝，5月29日，在首都阿布贾雄鹰广场宣誓就职。大選結束後動亂，造成200多人死亡，400多人受傷，幾百人遭逮捕，近4萬人無家可歸。